# Sepp Bradl
Josef "Sepp" Bradl, přezdívaný též Bubi (8. ledna 1918, Wasserburg am Inn, Bavorsko – 3. května 1982, Mühlbach am Hochkönig, Salcbursko) byl rakouský skokan na lyžích a trenér.
Bradl závodil především ve 30. a 50. letech. 5. března 1936 ve slovinské Planici jako první skokan na lyžích překonal stometrovou hranici (zaznamenal 101 m). O dva roky později posunul světový rekord dokonce na 107 m.
Roku 1939 na mistrovství světa v klasickém lyžování v polském Zakopanem ovládl závod na velkém můstku – ovšem už v barvách nacistického Německa, které roku 1938 anektovalo Rakousko. Bylo to poprvé, co se mistrem světa ve skocích nestal Nor.
Roku 1948 v Innsbrucku vyšla jeho autobiografická kniha Mein Weg zum Weltmeister (Moje cesta k titulu mistra světa).
Po druhé světové válce se na počátku 50. let vrátil k závodění, opět v rakouských barvách. V roce 1953 vyhrál první ročník nového německo-rakouského seriálu nazvaného Turné čtyř můstků. O rok později si připsal dílčí vítězství v Bischofshofenu a celkově skončil třetí.
V roce 1956 ukončil aktivní kariéru. Od roku 1958 působil jako trenér, mimo jiné vedl i rakouskou a německou reprezentaci. Až do své smrti v roce 1982 provozoval s manželkou Paulou alpský hostinec Rupertihaus v Mühlbachu am Hochkönig.